# Free jazz
Free jazz je podžánr jazzové hudby. Vznikl v 50. letech 20. století ve Spojených státech a je založen na volné improvizaci. Mezi free jazzové hudebníky patří kupříkladu Ornette Coleman a Sun Ra.

## Freejazzoví hudebníci
- Cecil Taylor[1][2]
- Albert Ayler – Spiritual Unity (1965)
- Albert Ayler – Swing Low Sweet Spiritual
- Art Ensemble of Chicago – A Jackson in Your House (1969)
- Art Ensemble of Chicago – Ancient to the Future
- Anthony Braxton – Town Hall 1972
- Peter Brötzmann – Machine Gun (1968)
- Derek Bailey, Barry Guy, Paul Rutherford – Iskra 1903 (1972)
- John Coltrane – Ascension (1965)
- Ornette Coleman – Free Jazz: A Collective Improvisation (1961)
- Don Cherry – Mu (1&2) (1969)
- Jimmy Giuffre – Free Fall (1963)
- Viktor Kotrubenko – Jazz Half Sextet (1971)